# Margarita de Borbón

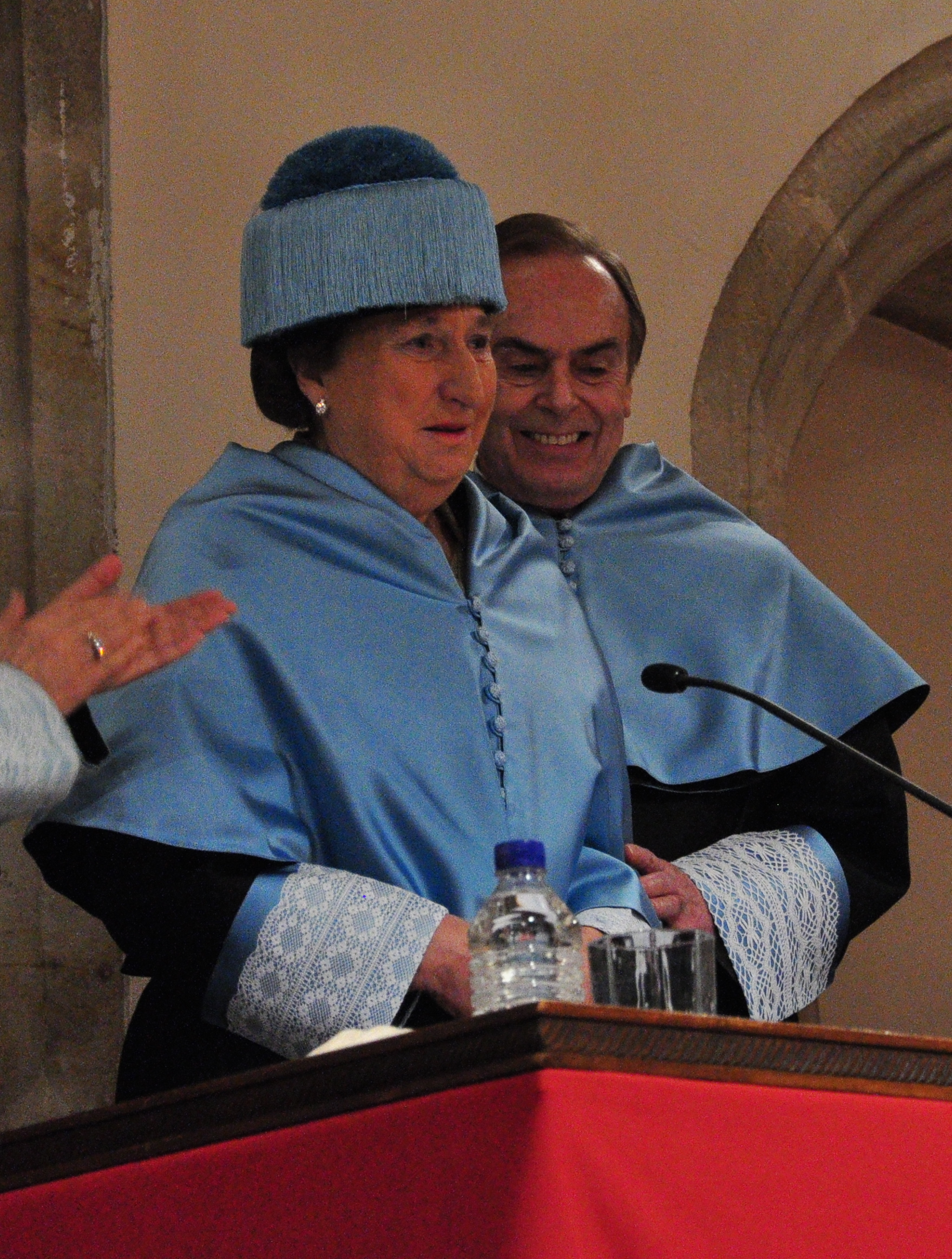
Margarita de Borbón, Infantin von Spanien

Doña Margarita de Borbón y Borbón-Dos Sicilias, vollständiger Name Margarita María de la Victoria Esperanza Jacoba Felicidad Perpetua de Todos los Santos de Borbón y Borbón-Dos Sicilias (* 6. März 1939 in Rom, Italien) ist ein Mitglied des Hauses Bourbon; sowie die jüngste Schwester des ehemaligen spanischen Königs Juan Carlos I.

## Leben
Margarita ist die jüngste Tochter des Infanten Juan de Borbón y Battenberg (1913–1993), Graf von Barcelona, und seiner Frau Prinzessin María de las Mercedes de Borbón y Orleans (1910–2000), der Tochter des Prinzen Carlos Maria von Bourbon-Sizilien und seiner Frau Prinzessin Louise Françoise d’Orléans. Ihre Großeltern väterlicherseits waren König Alfons XIII. von Spanien und Prinzessin Victoria Eugénie von Battenberg. Doña Margarita ist seit ihrer Geburt blind.
Am 12. Oktober 1972 heiratete Doña Margarita in Estoril Don Carlos Zurita y Delgado (* 9. Oktober 1943), aus der Ehe gingen zwei Kinder hervor:
- Alfonso Juan Carlos (* 9. August 1973 in Madrid)
- Maria Sofia (* 16. September 1975 in Madrid)

## Titel, Orden und Ehrenämter
- 1939−.... Infantin von Spanien
- 1972−.... Señora Dona de Borbón y Zurita
- 1979−.... Herzogin von Hernani
- 1981−.... Herzogin von Soria
- Ehrenpräsidentin der Delegation Madrids für UNICEF
- Ehrenpräsidentin der Spanish Heart Foundation
- seit 1989 Gründerin der Fundación Cultural Duques de Soria